# 박민이
박민이(1979년 3월 7일 ~ )는 대한민국의 배우이다.